# Jaguarondi
Herpailurus yagouaroundi, Puma yagouaroundi
Genre
Espèce
Synonymes
- Felis yaguarondi
- Puma yagouaroundi

Statut de conservation UICN

 LC  : Préoccupation mineure
Statut CITES
Statut CITES
Répartition géographique
Le Jaguarondi (Herpailurus yagouaroundi) encore appelé jaguarundi, eyra ou chat-loutre est une espèce de félins d'Amérique de petite taille et à la robe uniformément noire, gris-brun ou rousse.
Habitant tant les forêts primaires que les prairies, il se répartit du sud des États-Unis à l'Argentine. Facile à apprivoiser, il fut utilisé comme chat domestique par les populations pré-colombiennes et pourrait être le seul félin à vivre en couple.

## Description
Le Jaguarondi ressemble à un chat au corps tout en longueur avec de petites pattes fines et une longue queue mince. La tête, petite et aplatie, porte de petites oreilles arrondies. Les yeux de couleur bleu à ambre foncée sont rapprochés et cerclés de poils clairs.
Le Jaguarondi mesure de 77 à 140 cm de long, dont 33 à 60 cm pour la queue, soit environ 40 % de la longueur. La hauteur au garrot peut atteindre 55 cm, mais varie généralement entre 30 et 40 cm de hauteur. Le Jaguarondi pèse entre 3 et 9 kg, les femelles sont plus petites que les mâles. Par exemple, au Belize, les femelles pèsent en moyenne 4,4 kg et les mâles 5,9 kg,.
La robe est unie, on en distingue trois couleurs distinctes : une coloration brun-gris, une dans les tons roux à rougeâtres et la dernière est noire du fait du mélanisme. Bien que l'on rencontre plus fréquemment les formes grises et noires en milieux humides, et les formes rousses en milieux arides, il arrive que dans une même portée naissent indifféremment des jaguarondis roux et des brun-gris. Le terme eyra s'applique essentiellement à la forme rousse, dont on pensait autrefois qu'il s'agissait d'une espèce différente du Jaguarondi. Le poil n'a pas la même teinte sur toute sa longueur, d'où une impression de changement de couleur lorsqu'il se hérisse : chez les chats domestiques, on dit que ce type de robe présente un ticking ou est agouti.
Une étude génétique sur plusieurs allèles responsables du mélanisme révèlent que la forme rousse est ancestrale et que la robe foncée est le résultat d'une évolution.
Le Jaguarondi naît tacheté et prend sa coloration unie rapidement.

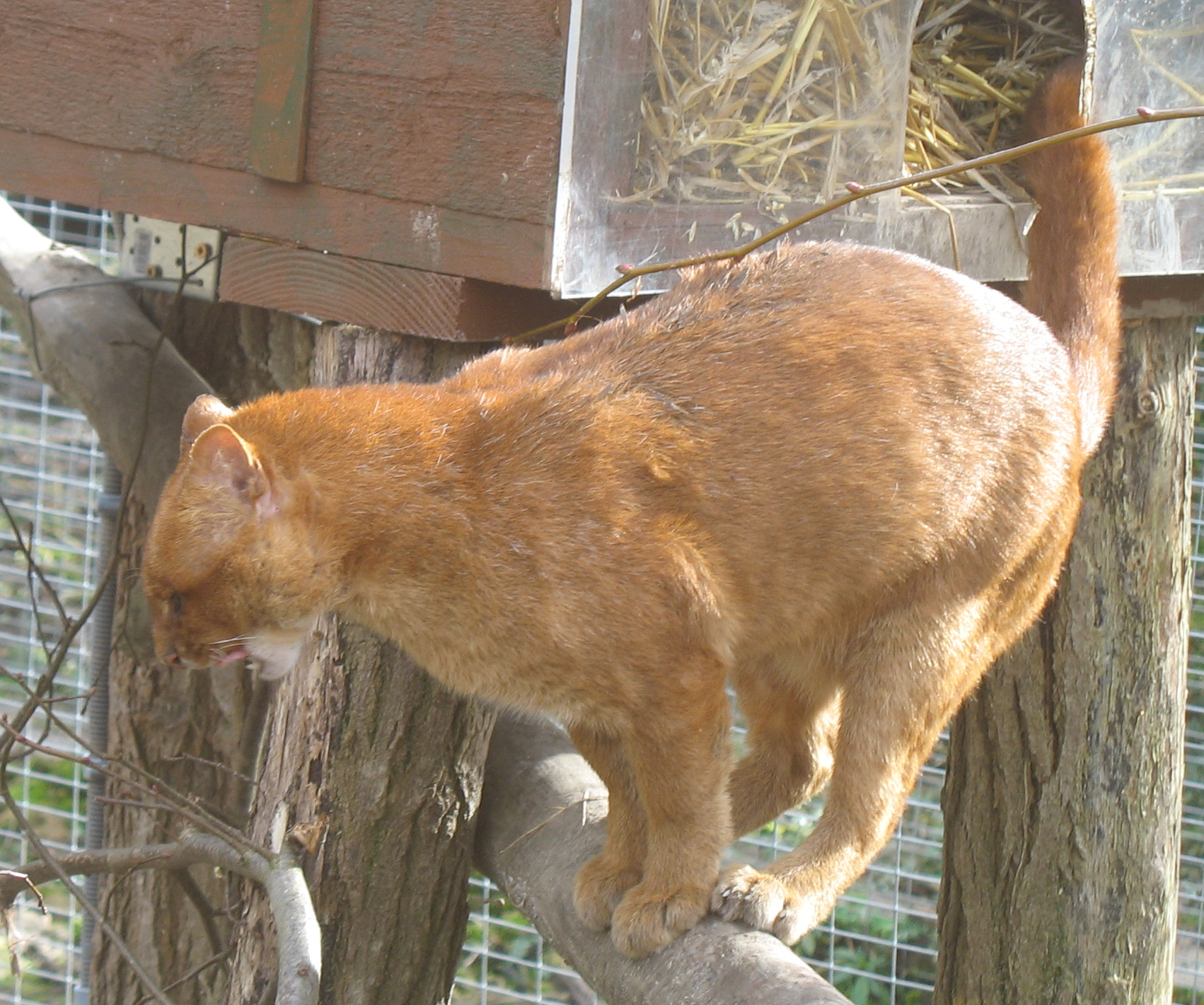
Un jaguarondi roux du Lumigny Safari Reserve.
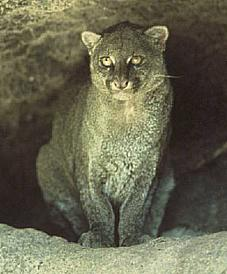
Un jaguarondi gris-brun.

Les rares animaux avec lesquels il pourrait être confondu sont le puma, qui partage sa robe unie mais qui est beaucoup plus grand, et la tayra dont la queue est plus fournie.

## Phylogenèse

### Nomenclature
La nomenclature du Jaguarondi a notablement évolué. Dans les années 1970, ce félin est placé dans le genre Herpailurus, dans la sous-famille des Felinae. Puis, durant la fin du XXe siècle, le Jaguarondi (ou yagouaroundi) et le Puma (concolor) furent considérés comme monophylétique et placés conjointement dans le même genre Puma.
Liste des synonymes selon ITIS:
- Felis yaguarondi Lacépède, 1809
- Herpailurus yaguarondi (Lacépède, 1809)

### Évolution de l'espèce
La phylogenèse est l'étude des fossiles d'un animal afin de préciser l'apparition et l'évolution d'une espèce. Cependant, il existe assez peu de fossiles de félins, et la phylogénie moderne s'appuie essentiellement sur les analyses génétiques. Des travaux menés en 2007 ont montré que les félins ont divergé en huit lignées. L’ancêtre commun des lignées Leopardus, Lynx, Puma, Prionailurus et Felis aurait traversé la Béringie et colonisé l’Amérique du Nord il y a environ 8 à 8,5 millions d’années. La lignée Puma qui contient également le genre Acinonyx constitue la sixième lignée et a commencé à diverger il y a 6,7 millions d'années de l'ancêtre commun aux sixième et septième lignées. Le Jaguarondi et le Puma ont divergé il y a un peu plus de 4 millions d'années. Les félins nord-américains ont ensuite envahi l’Amérique du Sud par l’isthme de Panama il y a 3 millions d’années durant le Grand échange faunique interaméricain. À la fin de l'ère glaciaire, les Puma réfugiés en Amérique du Sud remontèrent vers l'Amérique du Nord il y a 8 000 à 10 000 ans. Cependant, une étude faite en 2017 a replacé l'espèce dans le genre mono-spécifique Herpailurus.

### Sous-espèces

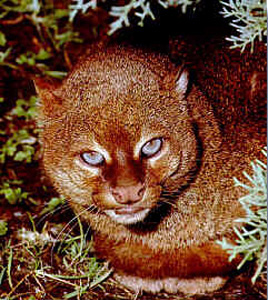
Puma yagouaroundi cacomitli

Huit sous-espèces se distinguent par leur aire de répartition:
- Herpailurus yagouaroundi yagouaroundi Geoffroy, 1803 : Guyane et forêt amazonienne.
- Herpailurus yagouaroundi ameghinoi Holmberg, 1898 : ouest de l'Argentine.
- Herpailurus yagouaroundi cacomitli Berlandier, 1859 : il s'agit du « Jaguarondi de la côte du Golfe » qui se répartit du sud du Texas à l'est du Mexique. Cette population serait menacée par la construction du mur entre le Mexique et les États-Unis qui couperait les couloirs de migration entre les deux pays[13]. Cette sous-espèce est placée en Annexe I de la Convention de Washington (CITES) depuis le 22 octobre 1987 et est considérée comme en danger d'extinction (EN) depuis 1996.
- Herpailurus yagouaroundi eyra Fischer, 1814 : Brésil, Paraguay et le reste de l'Argentine.
- Herpailurus yagouaroundi fossata Mearns, 1901 : du sud du Mexique au Honduras. Cette sous-espèce est placée en Annexe I de la Convention de Washington (CITES) depuis le 22 octobre 1987.
- Herpailurus yagouaroundi melantho Thomas, 1914 : Pérou et l'ouest du Brésil
- Herpailurus yagouaroundi panamensis Allen, 1904 : du Nicaragua à l'Équateur. Cette sous-espèce est placée en Annexe I de la Convention de Washington (CITES) depuis le 22 octobre 1987.
- Puma yagouaroundi tolteca Thomas, 1898 : Arizona et l'ouest du Mexique. Cette sous-espèce est placée en Annexe I de la Convention de Washington (CITES) depuis le 22 octobre 1987.

## Comportement

### Structure sociale

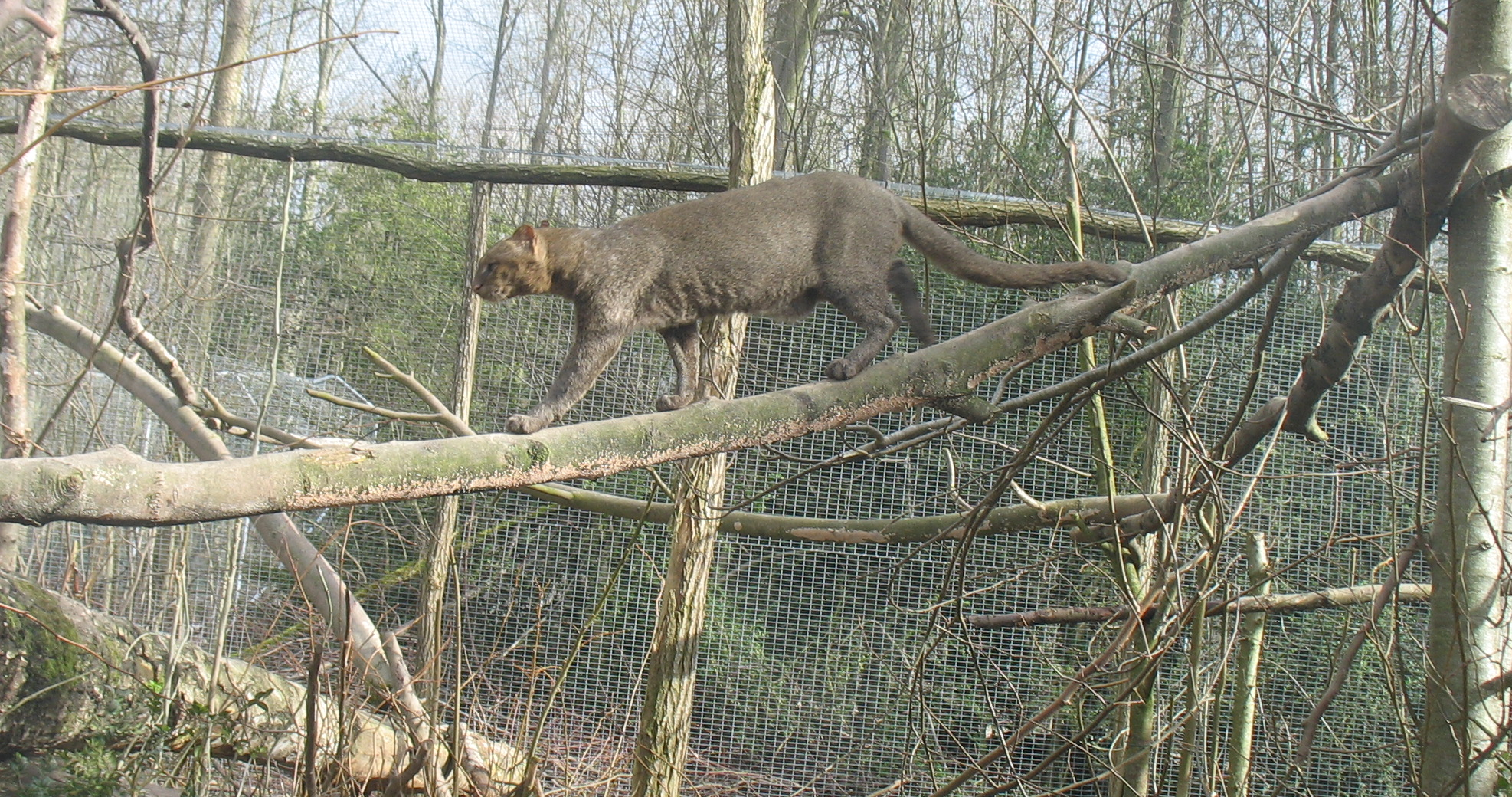
Même s'il n'est pas arboricole, le Jaguarondi est bon grimpeur.

Le Jaguarondi est essentiellement diurne bien qu'il lui arrive de chasser après le coucher du soleil. Son corps longiligne lui permet de se faufiler dans les sous-bois, mais aussi d'être un bon nageur. À l'inverse des autres félins d'Amérique du Sud et centrale, le Jaguarondi n'est pas arboricole.
Parmi les félidés, seuls les lions ont une vie réellement de clan. Cependant, plusieurs observations ont fait état de jaguarondis se déplaçant et chassant en couple mais on ignore encore s'il s'agissait d'un couple reproducteur ou non.
Le Jaguarondi vit en moyenne huit ans et jusqu'à quinze ans en captivité.

### Alimentation et territoire
Il chasse principalement les oiseaux au sol comme les dindons sauvages et les cailles, les rongeurs et les reptiles, mais se nourrit aussi d'invertébrés, de poissons échoués et de grenouilles. Au Belize, une analyse des fèces a révélé que les arthropodes et les rats forment à plus de 70 % l'essentiel de son régime alimentaire, le reste étant composé d'oiseaux. Il peut parfois s'attaquer aux poulaillers et ainsi se faire tuer par les éleveurs.
Le territoire du Jaguarondi couvre 15 à 100 km2. Celui des femelles est plus petit.

### Reproduction
Il n'y a pas de saison de reproduction, bien que les accouplements forment un pic en automne dans la partie nord de son aire de répartition. L'œstrus dure de deux à quatre jours. La tanière est un arbre creux, ou un fourré dense de broussailles ou d'herbes où prendront généralement naissance deux ou trois chatons, parfois quatre, au bout de deux mois et demi (soit 70 à 75 jours) de gestation. Ils commencent à manger de la viande à six semaines, mais deviennent véritablement indépendants à l'âge de deux ans. La maturité sexuelle est acquise à deux ou trois ans.

### Communication
Le Jaguarondi peut émettre 13 cris différents[réf. nécessaire].

## Chorologie

### Habitat
Le jaguarondi se rencontre dans les forêts primaires, les savanes et les prairies. Il se déplace volontiers dans les marécages, mais est plus rare dans les forêts humides. On peut le trouver du niveau de la mer à 3 200 mètres d'altitude, mais il n'est que rarement présent au-dessus de 2 000 mètres,.
Son aire de répartition s'étend du sud des États-Unis au nord de l'Argentine ; il est présent uniquement sur la partie est de l'Équateur, du Pérou et de la Bolivie. Il aurait disparu de l'Uruguay et se fait rare dans le sud-ouest des États-Unis, dans le bassin de l'Amazone et au Mexique.
Une petite population de jaguarondis est présente en Floride : il s'agit de la descendance d'animaux domestiqués, mais 
férals, revenus à la nature dans les années 1940 (on peut parler ici de « jaguarondis harets »).

### Menaces et statut légal
La robe terne du Jaguarondi l'a protégé des braconniers, sa fourrure n'ayant que très peu de valeur. Les conflits avec les agriculteurs sont fréquents puisque ce félin peut s'attaquer à la volaille. La menace majeure reste la perte de son habitat, mais l'excellente adaptabilité de ce félin (il peut vivre autant en milieu humide qu'en milieu sec, boisé ou herbeux) lui permet de survivre malgré la baisse des effectifs. Le Jaguarondi est classé en préoccupation mineure (LC) par l'UICN, excepté pour la sous-espèce cacomitli classée en danger (EN).
Les spécimens d'Amérique du Sud sont classés en annexe II de la CITES (autorisation du commerce international sous licence) tandis que les populations plus sensibles d'Amérique centrale et du Nord sont classées en annexe I (tout commerce interdit). Le Paraguay bénéficie d'un quota d'exportation de trente individus vivants par an depuis 2002. Toutefois, même dans les zones à réglementation moins restrictives, le Jaguarondi n'est pas exploité commercialement.
Il est protégé sur la majeure partie de son aire de répartition. Seuls le Brésil, le Nicaragua, le Salvador, la Guyane et l'Équateur ne l'ont pas protégé. La chasse est réglementée au Pérou.

## L'espèce et l'homme
Le Jaguarondi est facile à apprivoiser et a été domestiqué dès l'ère pré-colombienne pour chasser les rats et les souris, à la manière d'un chat domestique.

### Noms vernaculaires
Le terme jaguarondi vient du guaraní yagua-rhundi. En raison de son apparence de mustélidé, on le surnomme parfois « chat-loutre ». Les cruciverbistes le connaissent sous le nom d’eyra.
Les nombreuses langues d'Amérique du Sud lui attribuent plusieurs autres noms : il est aussi appelé mbaracayácira en guaraní, ou encore gato mourisco (« chat mauresque ») et maracaja-preto (« maracaja sombre ») en portugais du Brésil.